# Alessandro Vitali (1934)
Alessandro Vitali, detto Sandro (Monza, 6 agosto 1934 – Monza, 3 agosto 2016), è stato un calciatore e dirigente sportivo italiano, di ruolo centrocampista.

## Carriera

### Giocatore
Cresciuto nel Milan, dove debuttò il 6 febbraio 1955 in Triestina-Milan (4-3), unica sua gara di campionato nella stagione che vedrà alla fine i lombardi vincere il quinto scudetto, fu ceduto all'Alessandria in comproprietà; la seconda metà del suo cartellino fu ceduto sempre all'Alessandria per riscattare l'intera proprietà del cartellino di Gianni Rivera; nella sua prima militanza con i piemontesi, di cui diventò una bandiera, ottenne una promozione in Serie A e di seguito il dodicesimo posto in classifica.
Dal 1958 al 1960 è quindi al Napoli, dove si distingue anche per una coincidenza storica, ovvero l'aver segnato l'ultima rete nell'ultima gara allo stadio del Vomero, il 15 novembre 1959, quando i campani sconfissero il Vicenza 3-1 ed avere segnato la prima rete nella prima gara dell'allora nuovo stadio di Napoli nella successiva partita casalinga dei partenopei, il 6 dicembre 1959, in Napoli-Juventus (2-1); tuttavia la sua permanenza in maglia azzurra non è delle più felici, dal momento che la squadra in quel periodo non riuscì ad andare oltre al nono posto in classifica.
Dal 1960 al 1965 è all'Alessandria, dove gioca in Serie B, per passare l'anno successivo al Varese, in quell'anno impegnato nel campionato di Serie A.
In carriera ha totalizzato complessivamente 62 presenze e 11 reti in Serie A e 175 presenze e 29 reti in Serie B. Figura come uno dei giocatori dell'Alessandria con più partite disputate e reti segnate; tuttavia le fonti non sono d'accordo sulla quantità esatta, pur essendo comunque d'accordo che siano più di 200 partite e 34 reti.

### Dirigente
Fu per otto stagioni direttore sportivo al Milan, dal 1974 al 1982, epoca in cui i rossoneri vinsero il campionato 1978-1979, la Coppa Italia del 1977 e la Mitropa Cup del 1982. Nel 1991-1992 fu quindi responsabile del settore giovanile della società rossonera; ha quindi lavorato come dirigente anche nel Varese, nel Como e nel Cagliari.

## Palmarès

### Giocatore
- Campionato italiano: 1

Milan: 1954-1955